# 3'(2'),5'-ビスリン酸ヌクレオチダーゼ
3'(2'),5'-ビスリン酸ヌクレオチダーゼ(3'(2'),5'-bisphosphate nucleotidase、EC 3.1.3.7)は、以下の化学反応を触媒する酵素である。
アデノシン-3',5'-ビスリン酸 + 水{\displaystyle \rightleftharpoons }アデノシン-5'-リン酸 + リン酸
従って、この酵素の基質はアデノシン-3',5'-ビスリン酸と水の2つ、生成物はアデノシン-5'-リン酸とリン酸の2つである。
この酵素は加水分解酵素、特にリン酸モノエステル加水分解酵素に分類される。系統名は、アデノシン-3'(2'),5'-ビスリン酸 3'(2')-ホスホヒドロラーゼ(adenosine-3'(2'),5'-bisphosphate 3'(2')-phosphohydrolase)である。他にphosphoadenylate 3'-nucleotidase、3'-phosphoadenylylsulfate 3'-phosphatase、phosphoadenylate 3'-nucleotidase、3'(2'),5'-bisphosphonucleoside 3'(2')-phosphohydrolase等とも呼ばれる。この酵素は、硫黄代謝に関与している。

## 構造
2007年末時点で、6個の構造が解明されている。蛋白質構造データバンクのコードは、1JP4、1K9Y、1K9Z、1KA0、1KA1、1QGXである。